# Friedhofskapelle (Eschbach)

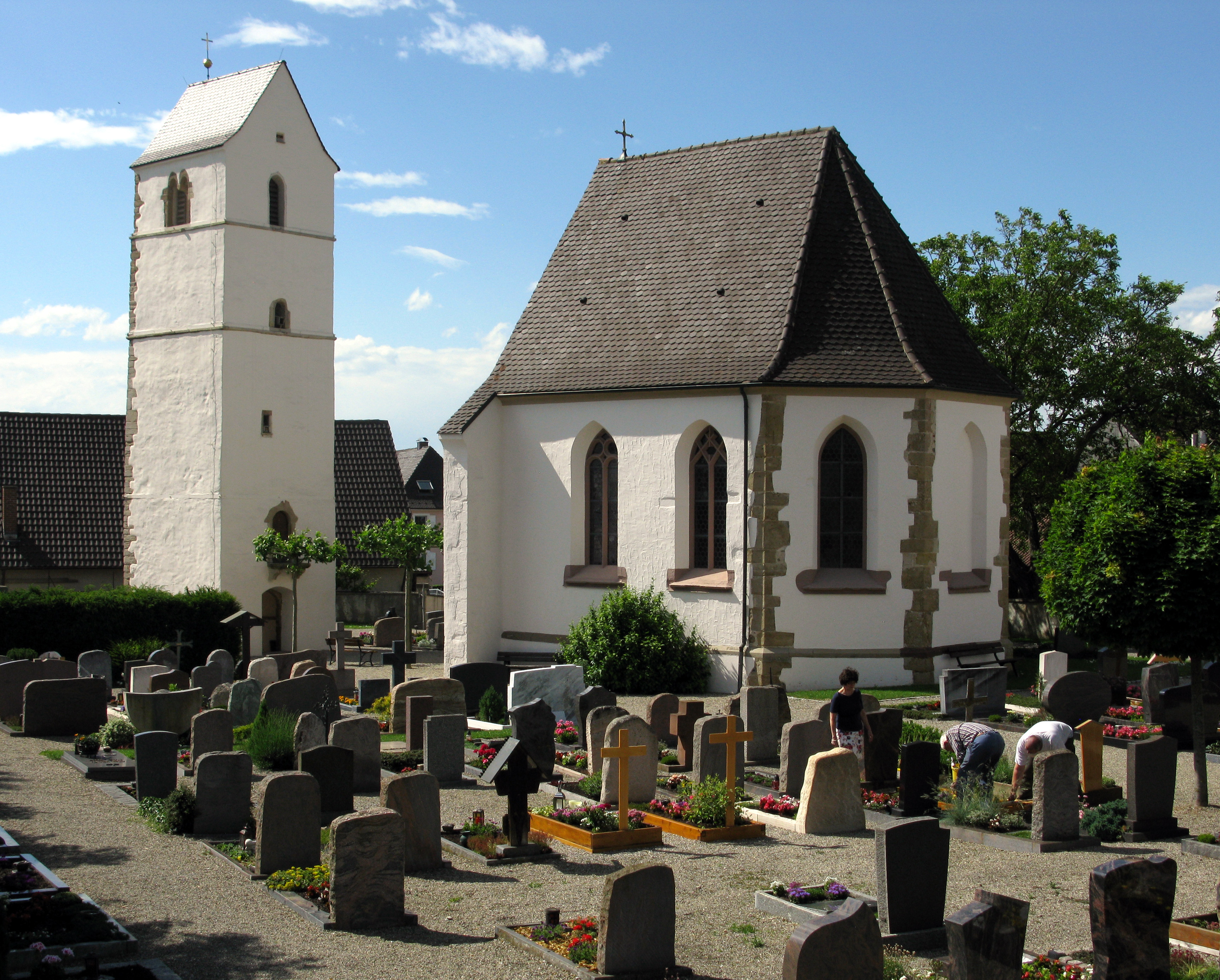
Friedhofskapelle (Eschbach)

Der nach Abriss des Langhauses freistehende Kirchturm und der Chor der ehemaligen römisch-katholischen Pfarrkirche St. Agnes stehen als Friedhofskapelle auf dem Friedhof von Eschbach, einer Gemeinde im Landkreis Breisgau-Hochschwarzwald in Baden-Württemberg. Die Kapelle ist beim Landesamt für Denkmalpflege Baden-Württemberg als Baudenkmal eingetragen.

## Geschichte
Von der einstigen Saalkirche sind heute noch der Westturm aus dem 12. Jahrhundert mit im Glockenobergeschoss gekuppelten Rundbogenfenstern, sowie der dreiseitig geschlossene, spätgotische Chor erhalten. Das tonnengewölbte Erdgeschoss des Turmes stellte ursprünglich die Eingangshalle der ehemaligen Pfarrkirche St. Agnes. Während des Dreißigjährigen Krieges erlitt die Kirche bauliche Schäden. Die Kapelle wurde im 18. Jahrhundert barock umgeformt. Im Jahr 1888, als auch der Neubau der St. Agnes-Kirche in der Gartenstraße fertiggestellt war, wurde das Langhaus abgetragen.